# De Verbinding
De Verbinding was een klein waterschap in de gemeente Doniawerstal in de Nederlandse provincie Friesland.
Het waterschap werd opgericht ter verbetering van de regulering van de waterstand en het aanleggen van wegen.
Het gebied van het voormalige waterschap maakt sinds 2004 deel uit van het Wetterskip Fryslân.